# Сидли (гора)
Си́дли (англ. Mount Sidley) — гора, потухший вулкан в Антарктиде на Земле Мэри Бэрд. Самый высокий вулкан континента, 5-я (или 6-я) по высоте гора континента.

## Описание, история
Высота вершины, по разным источникам, составляет 4181 или 4285 метров над уровнем моря. Гора Сидли входит в список так называемых Семи вулканов (не следует путать с Семью вершинами). Сидли входит в состав горного хребта Исполнительного комитета. Относится к типу щитовых вулканов, образует кальдеру поперечником около 5 километров. Образован вулкан был в раннем плиоцене, то есть является молодым по геологическим меркам. Примерно в 25 километрах к юго-западу находится ещё один потухший вулкан такого же типа — Уэсч — с высотой вершины 3292 метра над уровнем моря.

Несмотря на свой громкий статус, «самый высокий вулкан Антарктиды», гора Сидли почти неизвестна общественности, даже альпинистам. Причина в том, что Сидли расположена в очень суровом месте планеты, вдали от цивилизации.
Гора Сидли была обнаружена 18 ноября 1934 года контр-адмиралом Ричардом Бэрдом во время облёта территории. Он дал ей имя в честь Мэбелл Е. Сидли, дочери Уильяма Хорлика, одного из спонсоров его антарктической экспедиции 1933—1935 годов. Первое восхождение на вершину Сидли совершил 11 января 1990 года Билл Аткинсон, гражданин Новой Зеландии. В 2011 году восхождение на Сидли совершила российско-американско-румынско-итальянская экспедиция.